# Sthenelais fusca
Sthenelais fusca är en ringmaskart som beskrevs av Johnson 1897. Sthenelais fusca ingår i släktet Sthenelais och familjen Sigalionidae. Inga underarter finns listade i Catalogue of Life.